# Rue de la Triperie (ancienne voie de Paris)
La rue de la Triperie est une ancienne rue de Paris, disparue vers 1813 lors de la démolition du Grand Châtelet. Elle était située à cheval sur les anciens 4e et 7e arrondissements de Paris.

## Situation
Située derrière le Grand Châtelet, elle commençait rue de la Joaillerie et finissait rue Pierre-à-Poisson et place de l'Apport-Paris,.

## Historique
Cette rue, qui a été absorbée par la place du Châtelet, portait déjà ce nom vers l'an 1300, puisque Guillot de Paris la nomme déjà sous le nom de « rue de la Triperie » dans Le Dit des rues de Paris et elle est présente sur les plans de Paris de Didier Robert de Vaugondy en 1760 et 1771.
Elle porte ensuite le nom de « rue des Bouticles » ou « rue des Boutiques », à cause des petites boutiques de tripières qui y étaient adossées à la Grande Boucherie et on la trouve aussi sous le nom de « rue du Pied-de-Bœuf », qui est le nom de la rue dont elle faisait la prolongation.
Au XVe siècle, elle est dénommée « rue de l'Araigne » ou de « rue de l'Iraigne » , qui est le nom d'un grand croc de fer à plusieurs branches, dont se servent les bouchers pour accrocher la
viande,.
En 1702, la rue, qui fait partie du quartier de Saint-Jacques-de-la-Boucherie, comporte 1 lanterne.
La rue a disparu vers 1813 lors de la démolition du Grand Châtelet et de la création de la place du Châtelet.